# Tiya Sircar
Tiya Sircar (Fort Worth, Texas, 16 de mayo de 1982) es una actriz y bailarina estadounidense conocida por su papel de «la verdadera Eleanor/ Vicky Sengupta» en The Good Place (2016-2020). También prestó su voz al personaje de Sabine Wren en Star Wars Rebels de Disney XD (2014-2018), interpretó a Rooni Schuman en Alex, Inc. de ABC (2018) y coprotagonizó The Internship (2013).

## Biografía

### Infancia y juventud
Tiya Sircar nació el 16 de mayo de 1982 en Fort Worth, Texas. A una edad muy temprana tomó clases de baile y actuación. Sus padres son profesores universitarios hindúes bengalíes originales de Calcuta en el estado indio de Bengala Occidental.
Sircar asistió a la Universidad de Texas en Austin. Durante su tiempo en la universidad, realizó una pasantía en la agencia de talentos BLVD en Austin, que se convertiría en su primera agencia de talentos. El verano anterior a su último año en la universidad, fue guía turística en Roma. Sircar se graduó con un Grado en Dirección de Empresas (BBA) en Negocios/Marketing y una licenciatura en Teatro y Danza. Después, trabajó brevemente como vendedora en Dell antes de mudarse a Los Ángeles para seguir su carrera como actriz..

### Carrera
Sus interpretaciones televisivas incluyen numerosas apariciones episódicas en series entre las que cabe destacaː Master of None, House MD, Hannah Montana, Greek, Moonlight, Numb3rs, Privileged, Terminator: The Sarah Connor Chronicles, así mismo ha interpretado personajes recurrentes en The Suite Life on Deck y The Good Place. En 2008, interpretó a un «Mac Genius» como parte de la campaña publicitaria nacional de Apple. Al año siguiente, prestó su voz a un personaje animado para la serie de Disney Phineas & Ferb. Fue elegida para la película de 2009 17 otra vez de New Line Cinema donde interpretó el personaje de «Samantha», una estudiante de último año de secundaria enamorada del personaje principal interpretado por Zac Efron.
También apareció en la película de 2013 The Internship, comedia también protagonizada por Vince Vaughn, Owen Wilson y Rose Byrne. Sircar ha declarado que a menudo la eligen para interpretar personajes étnicamente ambiguos porque no es «lo suficientemente india». Además ha trabajado como actriz de voz para animaciones como el largometraje Walking with Dinosaurs y la serie de televisión Star Wars Rebels, que comenzó a transmitirse en Disney XD en octubre de 2014. Sircar presta su voz al personaje de Sabine Wren, una artista de grafiti mandaloriana y experta en explosivos.
El 24 de marzo de 2014, se anunció que Sircar protagonizaría el episódio piloto de la cadena CBS/FOX How I Met Your Dad, un spin-off de la exitosa serie How I Met Your Mother; sin embargo, CBS no aprobó el proyecto propuesto. Tuvo un papel destacado en el elenco de la serie de televisión de comedia de 2016 The Good Place como «la verdadera Eleanor Shellstrop», una mujer virtuosa enviada por error al infierno en lugar de la protagonista de la serie, otra Eleanor Shellstrop interpretada por Kristen Bell. La serie fue cancelada en 2020, al final de la cuarta temporada.
En 2018 comenzó a interpretar un papel protagónico junto a Zach Braff en la comedia de situación Alex, Inc. de ABC. La serie fue cancelada después de una única temporada. Posteriormente, en 2019, dirigió el largometraje de Netflix Good Sam.

## Filmografía

### Películas

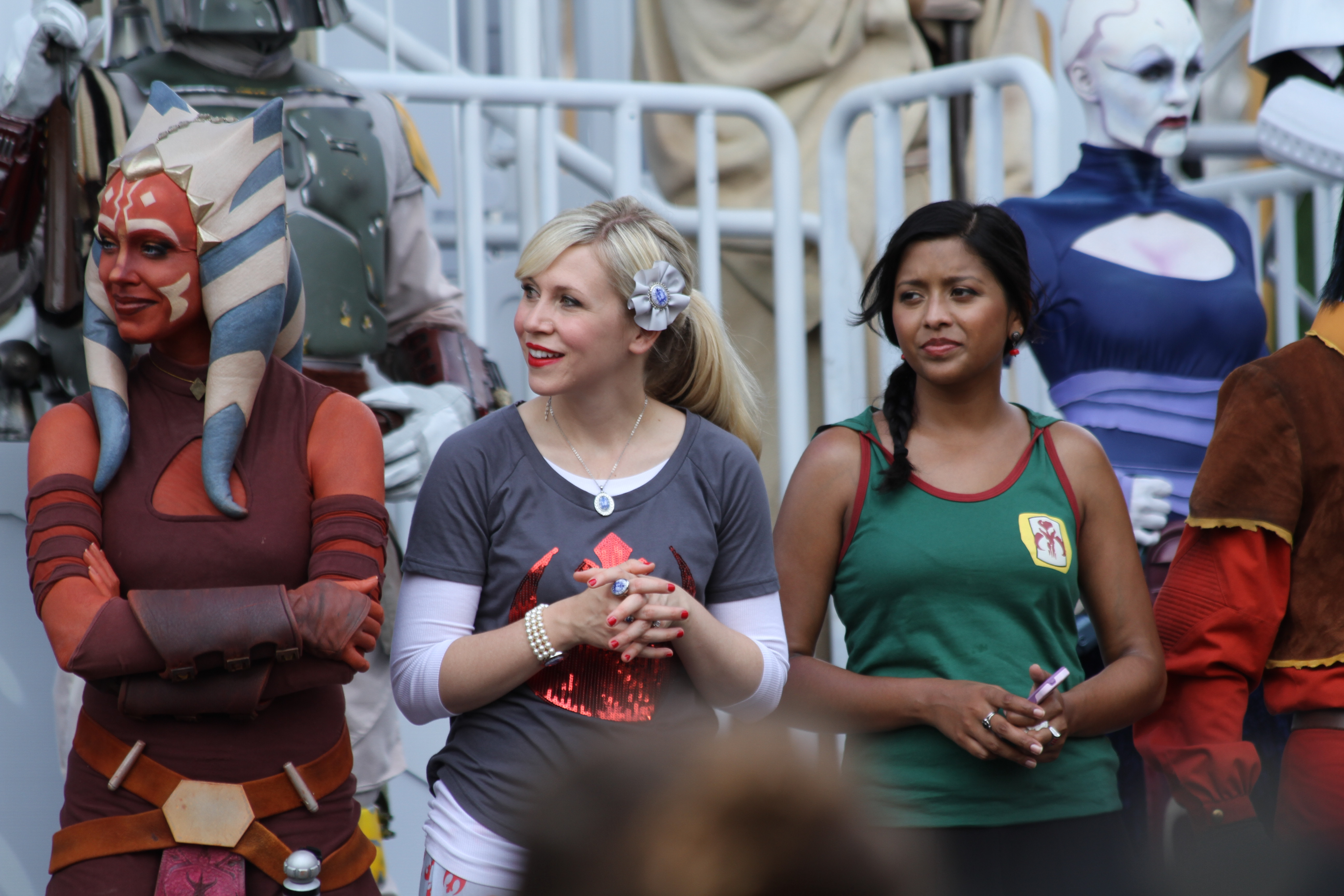
Ashley Eckstein y Tiya Sircar en el Star Wars Weekends de 2014

| Año  | Título                                            | Papel            | Notas        |
| ---- | ------------------------------------------------- | ---------------- | ------------ |
| 2005 | Heavenly Beauties                                 | Bailarina india  | Cortometraje |
| 2007 | The Insatiable                                    | Lisa             |              |
| 2008 | The Rock Paper Scissors Show                      | Cecily           | Cortometraje |
| 2008 | Wings of Fear                                     | Amy              |              |
| 2009 | Hotel para perros                                 | Marianne         |              |
| 2009 | 17 otra vez                                       | Samantha         |              |
| 2009 | Just Peck                                         | Becca            |              |
| 2011 | Friends with Benefits                             | Anfitriona       |              |
| 2012 | The Domino Effect                                 | Sirisha          |              |
| 2012 | Breaking the Girls                                | Piper Sperling   |              |
| 2013 | The Lost Medallion: The Adventures of Billy Stone | Mohea            |              |
| 2013 | The Internship                                    | Neha Patel       |              |
| 2013 | Walking with Dinosaurs                            | Juniper (voz)    |              |
| 2015 | Miss India America                                | Lily Prasad      |              |
| 2018 | Christmas Lost and Found                          | Whitney Kennison | Telefilme    |
| 2019 | Good Sam                                          | Kate Bradley     |              |
| 2019 | Christmas 9 TO 5                                  | Jennifer Clarke  | Telefilme    |
| 2020 | Christmas on Wheels                               | Ashley           | Telefilme    |
| 2022 | A Gingerbread Christmas                           | Hazel            | Telefilme    |
| 2023 | Ghosted                                           | Patti            |              |
| 2023 | Maximum Truth                                     | Amy Klort        |              |

### Televisión
| Año       | Título                                  | Papel                                 | Notas                                                                                                   |
| --------- | --------------------------------------- | ------------------------------------- | --- |
| 2007      | Acceptable.TV                           | Running Bear                          | Episodios: «Red Carpet Bros/Mister Sprinkles», «Gar/Who's Gonna Train Me?», «Operation Kitten Calendar» |
| 2007      | House                                   | Student #1                            | Episodio: «Human Error»                                                                                 |
| 2007      | Hannah Montana                          | Natasha                               | Episodio: «Achy Jakey Heart: Part 1»                                                                    |
| 2007      | Moonlight                               | Doctor #2                             | Episodio: «Dr. Feelgood»                                                                                |
| 2008      | Terminator: The Sarah Connor Chronicles | Zoey                                  | Episodio: «The Turk»                                                                                    |
| 2008      | Greek                                   | Emma                                  | 2 episodios                                                                                             |
| 2008      | Numb3rs                                 | Shaza Rafiq                           | Episodio: «When Worlds Collide»                                                                         |
| 2008      | Privileged                              | Precious                              | Episodio: «All About Appearances»                                                                       |
| 2008-2009 | The Suite Life on Deck                  | Padma                                 | 2 episodios                                                                                             |
| 2009      | Phineas and Ferb                        | Mishti (voice)                        | Episodio: «Hide and Seek/That Sinking Feeling»                                                          |
| 2010      | Make It or Break It                     | Morgan Webster                        | Episodio: «Are We Having Fun Yet?»                                                                      |
| 2010      | Better with You                         | Reena                                 | Episodio: «Piloto»                                                                                      |
| 2010      | The Vampire Diaries                     | Aimee Bradley                         | 3 episodios                                                                                             |
| 2011      | Georgetown                              | Harper Hawley                         | Episodio piloto no emitido                                                                              |
| 2011      | NCIS                                    | Lauren Donnelly                       | Episodio: «Freedom»                                                                                     |
| 2012      | Touch                                   | Veronique / Nandu                     | Episodio: «Zone of Exclusion»                                                                           |
| 2013      | Emily Owens, M.D.                       | Chloe                                 | Episodio: «Emily and... the Perfect Storm»                                                              |
| 2013      | Betas                                   | Divya                                 | Episodio: «Waiting for a Girl Like You»                                                                 |
| 2013      | Witches of East End                     | Amy Matthews                          | Papel recurrente; 4 episodios                                                                           |
| 2014      | The Crazy Ones                          | Allie                                 | 3 episodios                                                                                             |
| 2014      | How I Met Your Dad                      | Juliet                                | Episodio piloto no emitido                                                                              |
| 2014-2018 | Star Wars Rebels                        | Sabine Wren (voz)                     | Papel principal; 64 episodios                                                                           |
| 2016      | Hell's Kitchen                          | Ella misma                            | Guest diner; Episodio: «16 Chefs Compete»                                                               |
| 2016-2020 | The Good Place                          | La verdadera Eleanor / Vicky Sengupta | Papel recurrente (temporada 1-4)                                                                        |
| 2017      | Master of None                          | Priya                                 | 2 episodios                                                                                             |
| 2017      | The Mindy Project                       | Claire                                | Episodio: «Bat Mitzvah»                                                                                 |
| 2017-2018 | Star Wars Forces of Destiny             | Sabine Wren (voz)                     | Papel principal; 6 episodios                                                                            |
| 2017-2020 | Spirit Riding Free                      | Miss Flores (voz)                     | Papel principal                                                                                         |
| 2018      | Alex, Inc.                              | Arunima «Rooni» Schuman               | Papel principal; 10 episodios                                                                           |
| 2018      | Supergirl                               | Fiona Byrne                           | 2 episodios (temporada 4, episodios 1 y 4)                                                              |
| 2019      | Young Justice: Outsiders                | Dolphin (voz)                         | Episodio: «Quiet Conversations»                                                                         |
| 2020      | The Fugitive                            | Pritti                                | Papel principal                                                                                         |
| 2020      | Robot Chicken                           | Gwen Stefani, Beverly Marsh (voz)     | Episodio: «Ghandi Mulholland in: Plastic Doesn't Get Cancer»                                            |
| 2021      | The Simpsons                            | Erin (voz)                            | Episodioː «Uncut Femmes»                                                                                |
| 2021      | Guilty Party                            | Fiona                                 | Papel principal                                                                                         |
| 2021      | Station Eleven                          | Siya Chaudhary                        | Episodio: «Wheel of Fire»                                                                               |
| 2022      | The Afterparty                          | Jennifer #1                           | 7 episodios                                                                                             |
| 2024      | Anything                                | Kim (voz)                             | Episodio «KKK & K»                                                                                      |

### Videojuegos
| Año  | Título                           | Papel       | Notas  |
| ---- | -------------------------------- | ----------- | ------ |
| 2015 | Disney Infinity 3.0              | Sabine Wren | [ 15 ] |
| 2015 | Star Wars Rebels: Recon Missions | Sabine Wren | [ 16 ] |

## Premios y nominaciones
| Año  | Premio                                  | Categoría                                                                               | Trabajo nominado   | Resultado |
| ---- | --------------------------------------- | --------------------------------------------------------------------------------------- | ------------------ | --------- |
| 2015 | Los Ángeles Asían Pacific Film Festival | Mejor actriz - Largometraje narrativo                                                   | Miss India America | Ganadora  |
| 2015 | Behind the Voice Actors Awards          | Mejor interpretación vocal principal femenina en una serie de televisión - Acción/Drama | Star Wars Rebels   | Nominada  |